# Херта Оберхойзер
Херта Оберхойзер (на немски: Herta Oberheuser) е германскa лекарка, осъдена като военнопрестъпник. Работи в концентрационните лагери Аушвиц и Равенсбрюк от 1940 до 1943 г.

## Биография

### Образование и НСДАП
През 1937 г. Оберхойзер получава медицинското си образование в Бон, като специализира дерматология. Скоро след това, тя се присъединява към нацистката партия като стажант, а по-късно служи като лекар в Съюза на германските момичета. През 1940 г. е назначена като асистент на Карл Гебхард, тогава главен хирург на Шуцщафел (СС) и личен лекар на Хайнрих Химлер.

### Военни престъпления
Оберхойзер и Гебхард отиват в Равенсбрюк през 1942 г., за да проведат експерименти със затворниците, като акцентират върху намирането на по-добри методи за лечение на инфекции. Те извършват серия медицински експерименти, противоречащи на медицинската етика, като третиране на целенасочено заразени рани със сулфаниламид, както и възстановяване на костите, мускулите и нервите и трансплантация. Посочените експерименти са проведени върху 86 жени, от които 74 са полски политически затворници в лагера. В друга серия експерименти са умъртвени здрави деца посредством инжектиране на масло и хексобарбитал, а труповете са подложени на аутопсия и щателен анализ. Съобщава се, че времето от инжектирането до настъпването на смъртта варира между 3 и 5 минути, като изследваният субект запазва пълно съзнание. Оберхойзер изследва болковия симптом, като преднамерено нанася наранявания върху лагерниците. За да симулира бойните рани на германските войници, Оберхойзер изследва ефекта на материали като дърво, нокти, стъкло, пръст върху живата тъкан.

### Процес
Херта Оберхойзер е единствената жена в съдебния процес на лекарите в Нюрнберг, в края на който тя е осъдена на 20 години затвор – присъда, която по-късно е съкратена на 5 години.

### Последни години
Оберхойзер е освободена през април 1952 г. за добро поведение и става семеен лекар в Западна Германия. Тя губи работата си през 1956 г., след като оцеляла от концлагера Равенсбрюк я разпознава, а лицензът ѝ за практикуване на медицина е отнет през 1958 г.
Херта Оберхойзер почива на 24 януари 1978 г.